# Massimiliano Enrico di Wied-Runkel
Massimiliano Enrico di Wied-Runkel (Runkel, 1º maggio 1681 – Stoccarda, 19 dicembre 1706) fu conte di Wied-Runkel dal 1690 al 1706.

## Biografia
Figlio del conte Giorgio Ermanno Reinardo di Wied (1640 - 1690) e della sua seconda moglie, la contessa Giovanna Elisabetta di Leiningen-Westerburg (1659 - 1708), Massimiliano Enrico seguì come suo nonno e suo fratello maggiore la carriera militare. 
Il 27 agosto 1692, ricevette la parte superiore della contea di Wied dal nonno paterno Federico III di Wied, inizialmente sotto tutela. La sua parte della contea comprendeva il castello di Altwied, il villaggio di Isenburg, la parrocchia di Maysheid e la sgnoria di Meud (che in precedenza era stata parte del Basso Wied).
Fu militare nell'esercito del langravio Ernesto Luigi d'Assia-Darmstadt, ove raggiunse il grado di capitano di cavalleria.
Venne ucciso in duello il 19 dicembre 1706 a Stoccarda. Gli succedette il figlio Giovanni Luigi Adolfo di Wied-Runkel sotto la tutela della moglie data la minore età.

## Matrimonio e figli
Massimiliano Enrico sposò la contessa Sofia Florentina di Lippe-Detmold (8 settembre 1683 - 24 aprile 1758), figlia del conte Simone Enrico di Lippe-Detmold (1649 - 1697), il 29 agosto 1704 a Detmold. La coppia ebbe due figli:
- Giovanni Luigi Adolfo (30 maggio 1705 - 18 maggio 1762), sposò in prime nozze Cristina Luisa della Frisia Orientale (1710 - 1732); in seconde nozze nel 1733 sposò Amalia Luisa di Sain-Wittgenstein-Sain (1702 - 1737)
- Carlo Guglielmo Alessandro Emilio (19 giugno 1706 - novembre 1771), conte di Wied

## Ascendenza
|                                                     |                                               |                                                     | Genitori                                      |  |  | Nonni |  |  | Bisnonni                     |  |  | Trisnonni                    |  |
|                                                     |                                               |                                                     |                                               |  |  |       |  |  | 8. Ermanno II, conte di Wied |  |  | 16. Ermanno I, conte di Wied |  |
|                                                     |                                               |                                                     |                                               |  |  |       |  |  | 8. Ermanno II, conte di Wied |  |  | 16. Ermanno I, conte di Wied |  |
|                                                     |                                               | 17. Valburga di Bentheim-Steinfurt                  |                                               |  |  |       |  |  | 8. Ermanno II, conte di Wied |  |  |                              |  |
| 4. Federico III, conte di Wied                      |                                               |                                                     |                                               |  |  |       |  |  | 8. Ermanno II, conte di Wied |  |  |                              |  |
|                                                     |                                               | 9. Giuliana Elisabetta di Solms-Hohensolms          | 18. Ermanno Adolfo, conte di Solms-Hohensolms |  |  |       |  |  |                              |  |  |                              |  |
|                                                     |                                               | 9. Giuliana Elisabetta di Solms-Hohensolms          | 18. Ermanno Adolfo, conte di Solms-Hohensolms |  |  |       |  |  |                              |  |  |                              |  |
|                                                     |                                               | 9. Giuliana Elisabetta di Solms-Hohensolms          | 19. Anna Sofia di Mansfeld-Hinterort          |  |  |       |  |  |                              |  |  |                              |  |
| 2. Giorgio Ermanno, conte di Wied                   |                                               | 9. Giuliana Elisabetta di Solms-Hohensolms          |                                               |  |  |       |  |  |                              |  |  |                              |  |
|                                                     |                                               | 10. Reinardo III, conte di Leiningen-Westerburg     | 20. Giorgio I, conte di Leiningen-Westerburg  |  |  |       |  |  |                              |  |  |                              |  |
|                                                     |                                               | 10. Reinardo III, conte di Leiningen-Westerburg     | 20. Giorgio I, conte di Leiningen-Westerburg  |  |  |       |  |  |                              |  |  |                              |  |
|                                                     |                                               | 10. Reinardo III, conte di Leiningen-Westerburg     | 21. Margherita di Isenburg-Büdingen-Birstein  |  |  |       |  |  |                              |  |  |                              |  |
| 5. Maria Giuliana di Leiningen-Westerburg           |                                               | 10. Reinardo III, conte di Leiningen-Westerburg     |                                               |  |  |       |  |  |                              |  |  |                              |  |
|                                                     |                                               | 11. Anna di Solms-Lich                              | 22. Ernesto I, conte di Solms-Lich            |  |  |       |  |  |                              |  |  |                              |  |
|                                                     |                                               | 11. Anna di Solms-Lich                              | 22. Ernesto I, conte di Solms-Lich            |  |  |       |  |  |                              |  |  |                              |  |
|                                                     |                                               | 11. Anna di Solms-Lich                              | 23. Margherita di Solms-Braunfels             |  |  |       |  |  |                              |  |  |                              |  |
| 1. Massimiliano Enrico, conte di Wied               |                                               | 11. Anna di Solms-Lich                              |                                               |  |  |       |  |  |                              |  |  |                              |  |
|                                                     | 12. Cristoforo, conte di Leiningen-Westerburg | 24. Giorgio I, conte di Leiningen-Westerburg (= 20) |                                               |  |  |       |  |  |                              |  |  |                              |  |
|                                                     | 12. Cristoforo, conte di Leiningen-Westerburg | 24. Giorgio I, conte di Leiningen-Westerburg (= 20) |                                               |  |  |       |  |  |                              |  |  |                              |  |
|                                                     | 12. Cristoforo, conte di Leiningen-Westerburg | 25. Margherita di Isenburg-Büdingen-Birstein (= 21) |                                               |  |  |       |  |  |                              |  |  |                              |  |
| 6. Giorgio Guglielmo, conte di Leiningen-Westerburg | 12. Cristoforo, conte di Leiningen-Westerburg |                                                     |                                               |  |  |       |  |  |                              |  |  |                              |  |
|                                                     |                                               | 13. Valpurga di Wied                                | 26. Guglielmo IV, conte di Wied               |  |  |       |  |  |                              |  |  |                              |  |
|                                                     |                                               | 13. Valpurga di Wied                                | 26. Guglielmo IV, conte di Wied               |  |  |       |  |  |                              |  |  |                              |  |
|                                                     |                                               | 13. Valpurga di Wied                                | 27. Giovanna Sibilla di Hanau-Lichtenberg     |  |  |       |  |  |                              |  |  |                              |  |
| 3. Giovanna Elisabetta di Leiningen-Westerburg      |                                               | 13. Valpurga di Wied                                |                                               |  |  |       |  |  |                              |  |  |                              |  |
|                                                     |                                               | 14. Simone VII, conte di Lippe-Detmold              | 28. Simone VI, conte di Lippe                 |  |  |       |  |  |                              |  |  |                              |  |
|                                                     |                                               | 14. Simone VII, conte di Lippe-Detmold              | 28. Simone VI, conte di Lippe                 |  |  |       |  |  |                              |  |  |                              |  |
|                                                     |                                               | 14. Simone VII, conte di Lippe-Detmold              | 29. Elisabetta di Holstein-Schaumburg         |  |  |       |  |  |                              |  |  |                              |  |
| 7. Sofia Elisabetta di Lippe-Detmold                |                                               | 14. Simone VII, conte di Lippe-Detmold              |                                               |  |  |       |  |  |                              |  |  |                              |  |
|                                                     |                                               | 15. Maria Maddalena di Waldeck-Wildungen            | 30. Cristiano, conte di Waldeck-Wildungen     |  |  |       |  |  |                              |  |  |                              |  |
|                                                     |                                               | 15. Maria Maddalena di Waldeck-Wildungen            | 30. Cristiano, conte di Waldeck-Wildungen     |  |  |       |  |  |                              |  |  |                              |  |
|                                                     |                                               | 15. Maria Maddalena di Waldeck-Wildungen            | 31. Elisabetta di Nassau-Siegen               |  |  |       |  |  |                              |  |  |                              |  |
|                                                     |                                               | 15. Maria Maddalena di Waldeck-Wildungen            |                                               |  |  |       |  |  |                              |  |  |                              |  |